# Ruslan Rotan
Ruslan Petrovitj Rotan (på ukrainsk: Руслан Петрович Ротань) (født 29. oktober 1981 i Poltava, Sovjetunionen) er en ukrainsk fodboldspiller, der er central eller højre midtbanespiller hos Dynamo Kiev i den ukrainske liga. Han har tidligere spillet mange år hos FC Dnipro og har desuden spillet i Tjekkiet hos Slavia Prag. Han vandt det ukrainske mesterskab med Dynamo Kyiv i 2007.

## Landshold
Rotan har (pr. april 2018) spillet 93 kampe og scoret otte mål for Ukraines landshold, som han debuterede for i 2003. Han var en del af den ukrainske trup der nåede kvartfinalerne ved VM i 2006 i Tyskland.